# SAS Institute
SAS (Eigenschreibweise: sas) ist ein 1976 gegründeter, weltweit operierender Anbieter für Datenanalyse mit Sitz in Cary, North Carolina, USA. Das Unternehmen ist in den Geschäftsfeldern Datenanalyse und -management, schwerpunktmäßig mit Künstlicher Intelligenz tätig. Nach eigenen Angaben nutzen 96 der 100 größten Unternehmen der Welt Software von SAS.

## Unternehmen
SAS (die offizielle Firmierung „SAS Institute“ wird vom Unternehmen nicht mehr aktiv verwendet) ist in privater Hand. Eigentümer sind CEO James Goodnight und EVP John Sall.
SAS (ursprünglich für Statistical Analysis Systems) begann als Projekt an der Landwirtschaftsfakultät der North Carolina State University. Ziel war die statistische Ermittlung der Auswirkung von Bodenbeschaffenheit, Wetter und Saatgutsorten auf Ernteerträge. Am 1. Juli 1976 wurde SAS in Büroräumen gegenüber der Universität gegründet. Seit 1980 hat SAS seinen Hauptsitz in Cary (North Carolina).
2021 gab das Unternehmen bekannt, sich bis 2024 auf einen möglichen Börsengang vorzubereiten.
Die deutsche Hauptniederlassung befindet sich in Heidelberg, das Hauptbüro für Österreich in Wien und das Hauptbüro für die Schweiz in Wallisellen in der Nähe von Zürich.

## Produkte
Heute versteht sich SAS als Anbieter von analytischen Plattformen, die als Basis für Fach- und Branchenlösungen dienen. Mit SAS Viya bietet das Unternehmen eine Cloud-native-Plattform an, die durch eine offene Architektur stark auf Interoperabilität und Kollaboration sowie den Einsatz von künstlicher Intelligenz und Machine Learning setzt und unter anderem die einfache Integration von Open-Source-Programmiersprachen erlaubt.
Das Vorgängerprodukt von SAS Viya ist die SAS 9.4 genannte Software für statistische Analysen, die weiterhin vielfach im Einsatz ist. SAS besitzt eine gleichnamige Programmiersprache.
SAS ist für weitestgehende Offenheit konzipiert. So erlaubt SAS Viya die problemlose Integration von Programmiersprachen wie Python und R. Damit ist die Plattform auch für Data Scientists einfach zugänglich, die die SAS eigene Sprache nicht beherrschen oder bereits bestehende Modelle in anderen Programmiersprachen nutzen wollen.
Die Software ist heute überwiegend in der Cloud und als Managed Service verfügbar. Dafür unterhält SAS eine strategische Partnerschaft mit Microsoft (Azure), ermöglicht aber auch die Nutzung auf Plattformen wie AWS und Google Cloud. Auch ein On-Premise-Betrieb auf fast allen gängigen Hardwareplattformen ist weiterhin möglich.
Aktuell bietet SAS Fachlösungen für folgende Bereiche an:
- Advanced Analytics
- AI Software und KI Lösungen
- Business Intelligence & Analytics
- SAS Cloud
- Marketing
- Data Management
- SAS Intelligent Decisioning
- Fraud & Security Intelligence
- SAS Hadoop Lösungen für Big Data
- IoT Analytics Solutions
- Performance Management
- Personal Data Protection
- Risk Management
- Supply Chain Intelligence

Für folgende Branchen stellt SAS aktuell spezielle Lösungspakete zur Verfügung (Auswahl): Banken, Versicherungen, Einzelhandel, Fertigung, Gesundheitswesen, Life Sciences, Medien, Öffentliche Verwaltung, Landwirtschaft, Tourismus, Logistik, Verkehr, Sport, Telekommunikation, Verteidigung & Sicherheit, Energieversorger.
Mit JMP bietet SAS ein separates Statistik-Programmpaket, das sich unter anderem direkt an Data Scientists und Studenten richtet.

## Wettbewerb
SAS wird regelmäßig von verschiedenen internationalen Branchenanalysten bewertet, darunter
- Gartner Group, zum Beispiel: „SAS als „Leader“ 2021 Gartner Magic Quadrant for Multichannel Marketing Hubs“[13]
- Forrester Research, zum Beispiel: SAS als „Leader“ in The Forrester Wave: Streaming Analytics, Q2 2021[14]
- IDC, zum Beispiel: SAS: Providing a Comprehensive Approach to the IoT Analytics Life Cycle[15]

Zu den wichtigsten Wettbewerbern zählen laut IDC (je nach Anwendungsgebiet):
- IBM
- TIBCO
- SAP
- Microsoft
- Oracle
- Salesforce
- Software AG

## SAS im Bildungsbereich
SAS engagiert sich seit seiner Unternehmensgründung intensiv im Bereich der Hochschul- und Weiterbildung. Aktuell stellt das Unternehmen sowohl Studenten als auch Ausbildungsstätten Analytics-Software sowie begleitende Dienste und Materialien kostenlos oder zu Sonderkonditionen zur Verfügung. Ein Beispiel hierfür ist die Online-Lernplattform Curriculum Pathways.